# Sofie Dawo
Sofie Dawo (* 14. August 1926 in St. Ingbert; † 12. August 2010 in Saarbrücken) war eine deutsche Bildende Künstlerin und Kunstpädagogin.

## Leben
Sofie Dawo war eines von sieben Kindern des Blieskasteler Politikers Alfons Dawo (1895–1968) und dessen Ehefrau Clara, geb. Fluch. Ihre Kindheit und Jugend verlebte sie in Blieskastel. Von 1948 bis 1952 studierte sie in der Webereiklasse an der seinerzeitigen Staatlichen Schule für Kunst und Handwerk in Saarbrücken, eine der Vorgängerinnen der heutigen Hochschule der Bildenden Künste Saar. Es folgten Lehr- und Wanderjahre, in denen sie Entwürfe für die Textilindustrie wie auch für kirchliche und Zweckbauten anfertigte.
1958 übernahm sie die Leitung der Klasse für Weben und Stoffdruck an der Staatlichen Schule für Kunst und Handwerk, die sie bis zum Jahr 1971 innehatte. Seit 1961 war sie in Personalunion auch stellvertretende Direktorin der Schule. Danach war sie bis 1989 als Leiterin des Fachbereichs Design, Fachrichtung Textildesign, an der Fachhochschule des Saarlandes, einer Nachfolgeinstitution der Staatlichen Werkkunstschule, tätig. 1975 wurde Dawo zur Professorin an dem Institut ernannt. Von 1989 bis 1992 war sie Hochschullehrerin an der Hochschule der Bildenden Künste Saar, die als Nachfolgerin der diversen Werkkunstschulen neu strukturiert wurde. 1992 wurde Sofie Dawo emeritiert. Mit ihrem Künstlerkollegen Oskar Holweck, der seine eigene künstlerische und Hochschulkarriere parallel zu Dawos beruflich-künstlerischem Lebensweg entwickelte, verband Sofie Dawo lebenslang eine enge künstlerische Beziehung.

## Werkbeschreibung
Als Material für ihre künstlerischen Arbeiten verwandte die Künstlerin überwiegend die verschiedenen Arten des textilen Gestaltens. Sofie Dawo „…gliedert sich in die Reihe der Künstlerinnen ein, die die Webkunst in der zweiten Hälfte unseres Jahrhunderts entscheidend bestimmen. Schließlich war es auch Sofie Dawo, die zu Beginn der sechziger Jahre in ihren Arbeiten die Grenze der Zweidimensionalität überschritt und zu Werken plastischen Charakters vorstieß. Damit lenkte sie die Entwicklung der Tapisserie in Deutschland in eine völlig neue Richtung. Die Webkunst befreite sich aus dem Bann der reinen Fläche, gewann an außerbildlicher Räumlichkeit, erreichte somit das Relief und sogar die gänzlich von der Wandfläche unabhängige textile Skulptur“.
„Sofie Dawo arbeitet in vielen ihrer Werke ohne Entwürfe oder Studien. Diese Tatsache impliziert, dass die Komposition häufig erst während des Webvorganges entsteht und spontane Einfälle oder mehr oder weniger zufällig sich ergebende Strukturen (etwa aufgrund technischer Ereignisse im Webstuhl) berücksichtigt“, schreibt Huth-Fox weiterhin.
Bis zum Tode Sofie Dawos musste man davon ausgehen, dass sie ausschließlich mit textilem Gestalten als Kunstform arbeitete. Nach ihrem Tod fand sich bei der Vorbereitung einer retrospektiven Ausstellung im Stadtmuseum St. Wendel ein bis dahin unbekanntes Konvolut grafischer Arbeiten, die zwischen den Jahren 1960 bis 1964 entstanden sind. Diese Grafiken, die sich an der „Grundlehre“ von Oskar Holweck, Professor an der Werkkunstschule Saarbrücken, orientieren, bilden die Grundlage für zahlreiche spätere Textilarbeiten der Künstlerin.

## Ehrungen – Auszeichnungen
- 1967 Staatspreis mit Goldmedaille, München
- 1988 Lotte-Hoffmann-Gedächtnis-Preis, Stuttgart

## Werke im Öffentlichen Raum (Auswahl)
- Ludwigshafen am Rhein, St. Maria, Wandbehang, 1952, 3,00 × 3,00 m
- Blieskastel, Sitzungssaal des Rathauses, Wandbehänge (in Zusammenarbeit mit Hans Dahlem), vierteilig, je 2,20 × 1,10 m
- Neunkirchen, Rathaus, Wandbehang, 1957, Wolle, 0,80 × 1,60 m
- St. Ingbert, Kreissparkasse, Wandbehang, 1959, 2,85 × 4,00 m
- St. Ingbert-Rohrbach, Erweiterte Realschule II Johannesschule, Wandbehang, 1962, Wolle, 2,50 × 2,50 m
- Saarbrücken, Industrie- und Handelskammer, Wandbehang, 1963, Wolle, Gobelintechnik, 0,47 × 1,76 m
- Saarbrücken, Rechnungshof des Saarlandes, Wandbehang, 1963, gewebte Wolle, 1,30 × 1,30 m
- Blieskastel, Kreissparkasse, Wandbehang, 1964, Schwarze und weiße Ryawolle, Gobelin- und Knüpftechnik in verschieden hohem Flor, 2,85 × 2,25 m
- St. Ingbert, Kreiskrankenhaus, Wandbehang, 1965, rote Wolle, 2,50 × 2,50 m
- Blieskastel, Evangelische Volksschule, Wandbehang, 1966, Wolle, 0,80 × 2,20 m
- Heusweiler-Walpershofen, Evangelische Kirche, Wandbehang, 1966, 2,00 × 1,50 m
- Saarbrücken, ehemalige SAVAG Versicherung, Wandverkleidung, 1967, Handbedruckte Baumwolle, zweiteilig, je 2,80 × 5,00 m
- St. Ingbert, Kreissparkasse, Wandbehang, 1969, Wolle, 2,85 × 4,00 m
- Saarbrücken-Burbach, Lutherhaus, Wandbehang, 1976, Reine Wolle, Gobelintechnik und verschieden hoher Flor, 2,00 × 1,50 m
- Münchwies, Psychosomatische Fachklinik, Wandbehang, 1977, zweiteilig, 1,70 × 3,75 m/1,70 × 7,12 m
- Saarbrücken, Hochschule für Technik und Wirtschaft des Saarlandes, Wandbehang, 1978, Wolle, Nylon,  70 × 0,70 m
- Saarbrücken, Landtag des Saarlandes, Wandbehang, 1978, Wolle, 2,60 × 2,00 m
- Saarbrücken, Industrie- und Handelskammer, Wandbehang, 1979, Baumwolle, Ryawolle und Mohair in Mischtechnik, 1,08 × 1,22 m
- Saarbrücken, Sportwissenschaftliches Institut, Wandbehang, 1980, Gewebte und geschlungene Smyrnawolle und Mohair, 3,80 × 1,00 m
- Frankfurt am Main, Stadtverwaltung, Wandbehang, 1984, Weiße und schwarze Baumwolle, zwischen Plexiglasscheiben in Alurahmen, Coudrage-Technik, 1,40 × 1,30 m
- Saarbrücken, Industrie- und Handelskammer, Wandbehang, 1984, 1,08 × 1,22 m
- Frankfurt, Museum Angewandte Kunst, Wandbehang, 1,30 × 1,20 m
- Bonn, Sammlung zeitgenössischer Kunst der Bundesrepublik Deutschland, o.T., 1963, 150 × 100 cm

## Ausstellungen (Auswahl)

### Einzelausstellungen
- 1964 Galerie Elitzer, Saarbrücken
- 1968 Europahaus Otzenhausen
- 1979 Galerie St. Johann, Saarbrücken
- 1985 Rathausgalerie, Dillingen
- 1990 St. Ingbert, Kulturhaus
- 1996 Orangerie Blieskastel (K)
- 2006 „Sofie Dawo, Dorothea Zech – Zwei Wege textilen Gestaltens“, Saarländisches Künstlerhaus, Saarbrücken
- 2011 „Sofie Dawo – Rot ist nicht meine Farbe“, Stadtmuseum St. Wendel
- 2018 „Sofie Dawo – Papierarbeiten“, Galerie Jochum Rodgers Berlin[4]
- 2022 „Sofie Dawo – Vom Material her gedacht“, Saarländische Galerie, Berlin
- 2022 Sonderpräsentation „Sofie Dawo – Selected Textile and Paper Works“, ART + OBJECT / ART COLOGNE

### Gemeinschaftsausstellungen
- 2012 „TEXTILE“ Galerie Jochum Rodgers Berlin[5]
- 2013 „Textiles: OPEN LETTER Abstraktionen, Textilien, Kunst“[6], Museum Abteiberg, Mönchengladbach
- 2014 „To Open Eyes – Kunst und Textil vom Bauhaus bis heute“, Kunsthalle Bielefeld[7]
- 2021 „The Displacement Effect“, Galerie Capitain Petzel, Berlin[8][9]
- 2023 „KUNST·STOFF, Textil als künstlerisches Material“, Kunsthalle Vogelmann, Heilbronn[10]
- 2023 „KUNST·STOFF, Textil als künstlerisches Material“, Kunsthalle Emden[11]
- 2024 „VOM FADEN ZUR FORM – Sofie Dawos Textilkunst zwischen ZERO und Konkretion“, Kunsthaus Dahlem[12]
- 2024 „Sofie Dawo. Papierarbeiten / Angelo Mangiarotti. Möbel“, Galerie Jochum Rodgers Berlin[13]

Sofie Dawo war beteiligt an zahlreichen nationalen und internationalen Gemeinschaftsausstellungen.